# Квинт Фабий Вибулан (консул 467 пр.н.е.)
Вижте пояснителната страница за други личности с името Квинт Фабий Вибулан.
Квинт Фабий Вибулан (на латински: Quintus Fabius Vibulanus; † сл. 449 пр.н.е.) e римски политик от 5 век пр.н.е. Той е три пъти консул (467, 465 и 459 пр.н.е.) и децемвир от 450 към 449 пр.н.е.

## Биография
Произлиза от патрицианската фамилия Фабии. Син е на Марк Фабий Вибулан (консул 483 и 480 пр.н.е.). Единствено Квинт Вибулан от рода му остава жив след битката при Кремера през 477 пр.н.е., защото все още е малолетен и остава в Рим. След това става основател на по-късните Фабии.
През 467 пр.н.е. e консул заедно с Тиберий Емилий Мамерк. През 465 пр.н.е. за втори път консул с колега Тит Квинкций Капитолин Барбат.
През 462 пр.н.е. той е префект на Рим. През 459 пр.н.е. е за трети път консул с колега Луций Корнелий Малугиненсис Урицин и водят успешни военни кампамии против волските. През 458 пр.н.е. е за втори път префект на Рим.
През 450 пр.н.е. е един от децемвирите. След един бунт срещу децемвирата 449 пр.н.е., което води до прекратяването му, отива доброволно в изгнание.

## Деца
- Марк Фабий Вибулан (консул 442 пр.н.е.)
- Нумерий Фабий Вибулан
- Квинт Фабий Вибулан Амбуст (консул 423 пр.н.е.).